# Beavercreek (Ohio)
Pour les articles homonymes, voir Beavercreek et Beaver.
Beavercreek est la plus grande ville du comté de Greene, dans l’État de l’Ohio. Lors du recensement de 2010, sa population s’élevait à 45 193 habitants. Sa superficie totale est de 68,48 km2.

## Personnalités liées à la ville
- Jennifer Crusie (1949), écrivain, a enseigné à Beavercreek
- Justin Masterson, joueur de baseball (1985), a vécu à Beavercreek
- Alison Bales (1985), basketteuse, a vécu à Beavercreek
- Jerome Tillman (1987), basketteur, né à Beavercreek

- Eric Harris (1981-1999) et Dylan Klebold (1981-1999), meurtriers responsables du massacre du lycée de Columbine

## Source
- (en) Cet article est partiellement ou en totalité issu de l’article de Wikipédia en anglais intitulé « Beavercreek, Ohio » (voir la liste des auteurs).